# Fёdor Nikitin
Fёdor Nikitin (Lochvycja, 3 maggio 1900 – Leningrado, 17 luglio 1988) è stato un attore sovietico.

## Filmografia parziale

### Attore
- Un frammento d'impero (1929)
- Beleet parus odinokij (1937)
- Akademik Ivan Pavlov (1949)

## Premi
- Artista onorato della RSFSR
- Artista popolare della RSFSR
- Premio Stalin
- Ordine della Bandiera rossa del lavoro
- Ordine della Guerra patriottica
- Ordine della Stella rossa